# Concours international de piano José Iturbi

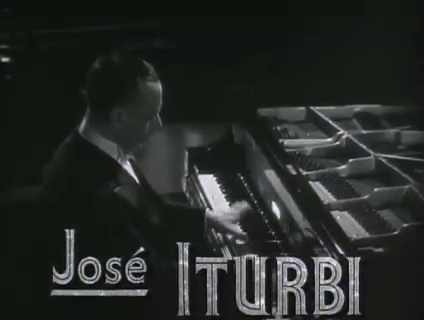
José Iturbi.

Le Concours international de piano José Iturbi est un concours international de piano portant le nom du célèbre pianiste espagnol José Iturbi, qui est devenu ensuite un acteur célèbre d'Hollywood. Créé en 1981, il se déroule au mois de septembre. Depuis 1984, il a lieu tous les deux ans soit au théâtre "Palau de la Musica" soit au "Teatro Principal" de Valence (Espagne) ville où est né José Iturbi. Le concours comprend cinq phases : 1re éliminatoires, 2e éliminatoires, demi-finale, 1re finale (un concerto classique joué avec un orchestre) et 2e finale (un concerto romantique joué avec un orchestre). Le prix comprend un prix en argent, des engagements pour des récitals et des concerts avec orchestre, et un contrat d'enregistrement. À deux reprises, en 1982 et en 1992, le premier prix n'a pas été attribué. 

## Lauréats
| Année | 1er prix              | 2e prix                                            | 3e prix                 |
| ----- | --------------------- | -------------------------------------------------- | ----------------------- |
| 1981  | Elza Kolodin          | Edson Elias                                        | Hüseyin Sermet          |
| 1982  | Non attribué          | Non attribué                                       | Michel Gal              |
| 1983  | Patrick O'Byrne       | Youri Pochtar                                      | Mary Kathleen Ernst     |
| 1984  | Christian Beldi       | Non attribué                                       | Non attribué            |
| 1986  | Rowena Arrieta        | Emiko Kumagai                                      | Yumiko Urabe            |
| 1988  | Igor Kamenz           | Brenno Ambrosini                                   | Jovianney Emmanuel Cruz |
| 1990  | Aleksey Orlovetsky    | ?                                                  | ?                       |
| 1992  | Non attribué          | ?                                                  | Mariana Gurkova         |
| 1994  | Miri Yampolsky        | Mauricio Vallina                                   | Atsuko Seki             |
| 1996  | Uta Weyand            | Jenny Lin                                          | Jung-Eun Kim            |
| 1998  | Duncan Gifford        | -                                                  | -                       |
| 2000  | Roman Zaslavsky       | Ángel Sanzo                                        | Sheila Arnold           |
| 2002  | Maria Zisi            | Severin von Eckardstein Maria Stembolskaya (ex-a.) | Non attribué            |
| 2004  | Alexandre Moutouzkine | Jean-Frédéric Neuburger                            | Ingmar Schwindt         |
| 2006  | Josu de Solaun Soto   | Valentina Igoshina                                 | Andrei Yaroshinsky      |
| 2008  | Zhengyu Chen          | Soyeon Kim                                         | Marianna Prjevalskaya   |
| 2010  | Andrei Yaroshinsky    | Arta Arnicane                                      | Aleksey Lebedev         |